# Michał Świerzyński
Michał Świerzyński (ur. 25 października 1868 w Krakowie, zm. 30 czerwca 1957 w Warszawie) – polski kompozytor, dyrygent i pedagog.

## Życiorys
Urodził się w rodzinie malarza Saturnina i Wenerandy ze Stylińskich (1826–1904). 
Edukację muzyczną rozpoczął w 1880 roku, w wieku 12 lat. Uczył się gry na fortepianie u Jana Drewnowskiego i Antoniego Płacheckiego. Od 1888 roku studiował w Konserwatorium Towarzystwa Muzycznego w Krakowie u Władysława Żeleńskiego. Naukę kontynuował w Warszawie u Zygmunta Noskowskiego i Pradze u Oskara Nedbala. W latach 1906–1908 był dyrygentem orkiestry opery we Lwowie. W latach 1908–1930 pracował na stanowisku profesora w konserwatorium w Krakowie. W latach 1930–1936 profesor w Wielkopolskiej Szkole Muzycznej w Poznaniu. Po 1936 na stałe zamieszkał w Warszawie.
22 lipca 1952 „za zasługi w dziedzinie kultury i sztuki” został odznaczony Złotym Krzyżem Zasługi. 
Od 8 sierpnia 1908 był mężem Marii Ludmiły z Nowaków (1882–1968), z którą miał synów Jerzego (1910–1997), mgr. praw oraz Adama (1914–1997), który był kompozytorem, a także krytykiem muzycznym i żołnierzem Armii Krajowej. 

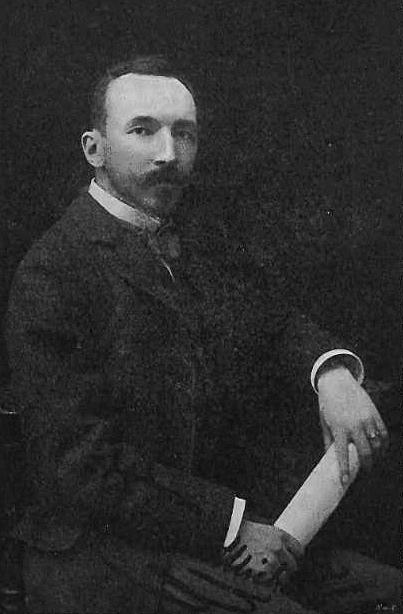
Michał Świerzyński (przed 1895)

Zmarł w Warszawie, pochowany na cmentarzu Powązkowskim w Warszawie (kwatera 101-1-24,25). 

## Twórczość
Napisał 6 symfonii, Uwerturę podhalańską (1948), opery: Ksenia (1895), Nocleg w Apeninach (1922) (według Fredry), Książę ordynat (1929), balet Sen artysty (1930), operetki: Czar munduru (wystawione w Krakowie w 1920 r.), Miłostki wojskowe. Organizował koncerty fortepianowe, skrzypcowe i instrumentalne, pieśni solowe i chóralne.

## Bibliografia

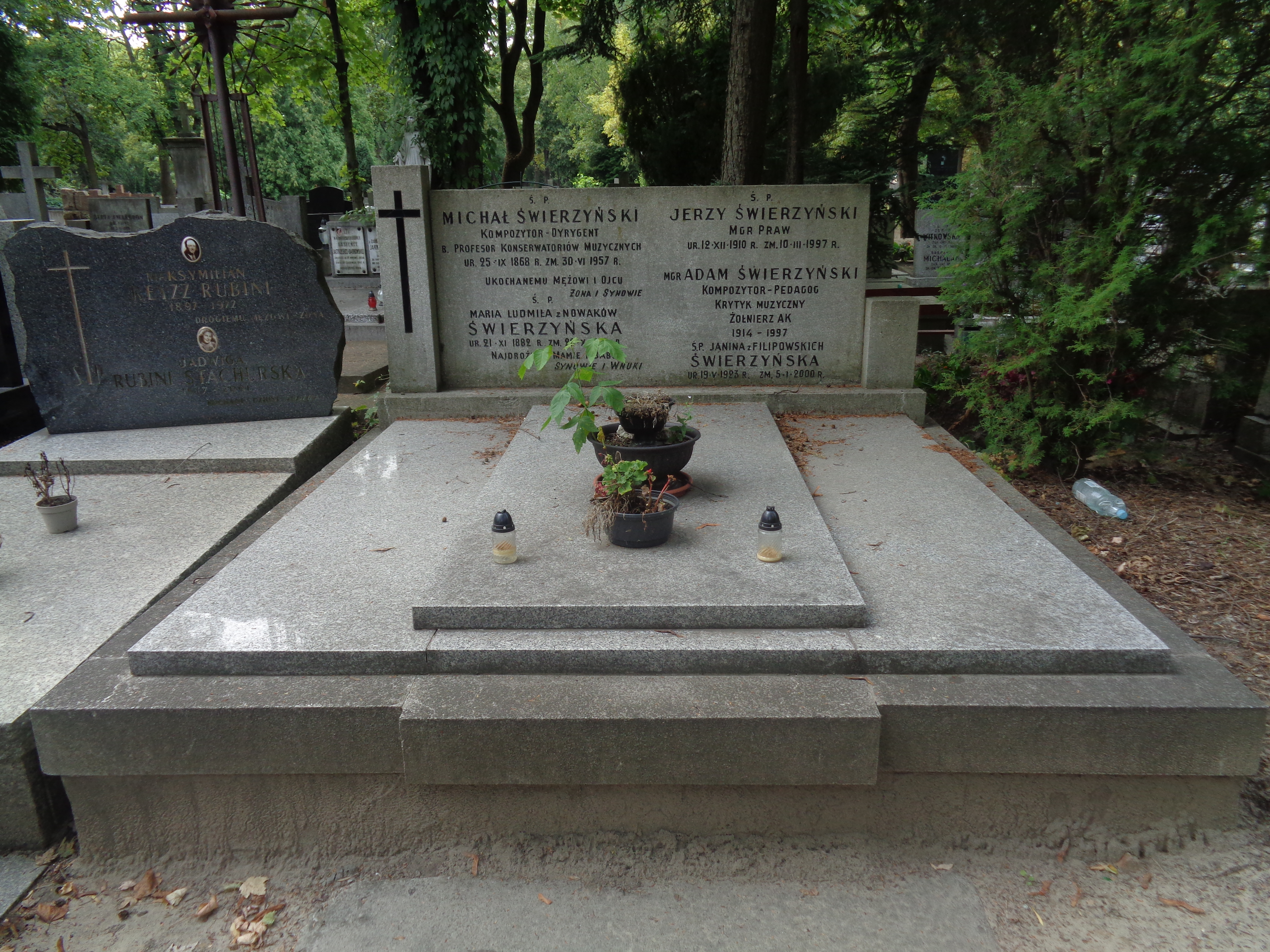
Grób Michała Świerzyńskiego na cmentarzu Powązkowskim w Warszawie